# 爱知县旗
爱知县旗（日语：／ Aichi ken ki）是日本的47面日本都道府县旗之一。该条目是对爱知县旗以及爱知县章（日语：／）的解说。

## 概要
1950年，在公开征集中收到的1600件设计作品中，选定了县章最终方案。著作权法规定，于2001年1月1日在公共场合施行。县名的平假名表记“あ”“ い”“ ち”组成了这一图案，表现的是包含爱知县的海外发展性的太平洋面与充满希望的“旭日波头”（日语： Ki~yokujitsuhotou）。
县旗的配色没有特殊规定，底色是暗红色，依惯例在中央盖上白色的县章。

## 关联项目
- 我们的爱知 - 爱知县歌。